# Rücktritt (Zivilrecht)
Mit dem Rücktritt kann ein Schuldverhältnis (z. B. Vertrag) durch einseitige Erklärung rückgängig gemacht werden. Das Recht zum Rücktritt (Rücktrittsrecht) kann sich aus gesetzlichen Vorschriften oder vertraglichen Vereinbarungen ergeben. Es handelt sich um ein Gestaltungsrecht, das durch eine empfangsbedürftige Willenserklärung geltend gemacht werden kann. Durch den Rücktritt wird das Schuldverhältnis in ein Rückgewährschuldverhältnis umgewandelt, welches in § 346 ff. BGB geregelt ist.
Der Rücktritt ist nicht mit dem Verbraucherwiderruf zu verwechseln.

## Begriff
Ein Schuldverhältnis ist ein zwischen mindestens zwei Personen bestehendes Rechtsverhältnis, aufgrund dessen die eine von der anderen Person eine Leistung fordern kann. Durch den Rücktritt kann ein Schuldverhältnis in ein Rückgewährschuldverhältnis umgewandelt und somit rückgängig gemacht werden.
Das Rücktrittsrecht ist ein relatives subjektives Recht (genauer: ein Gestaltungsrecht), weil es die Rechtslage verändert, ohne dass die Gegenseite beteiligt wäre: der einvernehmlich geschlossene Vertrag wird durch Erklärung einer Partei rückabgewickelt.

## Voraussetzungen
Für den Rücktritt von einem Schuldverhältnis muss dem Erklärenden ein Rücktrittsrecht zustehen und dieser muss eine Rücktrittserklärung abgeben.

### Rücktrittsrecht
Ein Rücktrittsrecht kann sich aus Gesetz oder Vertrag ergeben. Vertragliche Rücktrittsrechte können ausdrücklich oder konkludent vereinbart werden, sie können optional auch an besondere Rücktrittsgründe geknüpft werden. Klauseln in AGB, die dem Verwender der AGB einen generellen Rücktrittsvorbehalt ohne sachlich gerechtfertigten und im Vertrag angegebenen Grund einräumen, sind nicht erlaubt.
Gesetzliche Rücktrittsrechte finden sich beispielsweise im:
- allgemeinen Schuldrecht
  - § 313 Abs. 3 BGB: Rücktritt bei unzumutbarer/unmöglicher Vertragsanpassung bei Störung der Geschäftsgrundlage
  - § 323 BGB: Rücktritt wegen nicht oder nicht vertragsgemäß erbrachter Leistung
  - § 324 BGB: Rücktritt wegen Verletzung einer Pflicht aus einem Schuldverhältnis
  - § 326 Abs. 5 BGB: Rücktritt beim Ausschluss der Leistungspflicht
- Mängelgewährleistungsrecht
  - § 437 Nr. 2 BGB: Rücktritt vom Kaufvertrag
  - § 634 Nr. 3 BGB: Rücktritt vom Werkvertragsrecht

Seit der Schuldrechtsmodernisierung ist der Rücktritt auch auf Kauf- und Werkverträge (Mängelgewährleistungsrecht) anwendbar und ersetzt hier den Wandelungsanspruch.

### Rücktrittserklärung
Nach § 349 BGB erfolgt der Rücktritt durch Erklärung gegenüber dem anderen Teil. Die Rücktrittserklärung setzt die Geschäftsfähigkeit des Erklärenden voraus. Die Angabe eines Rücktrittsgrundes ist nicht erforderlich. Der Rücktritt darf nur dann unter eine Bedingung gestellt werden, wenn der Erklärungsempfänger hierdurch nicht in Ungewissheit über den Rechtsstand gerät. Sind an einem Vertrag mehrere Parteien auf der einen oder anderen Seite beteiligt, muss der Rücktritt von allen und gegen alle erklärt werden.

## Wirkung des Rücktritts
Die Rechtsfolgen des Rücktritts werden in §§ 346 - 348 BGB geregelt. Der Rücktritt führt im deutschen Schuldrecht nicht zum rückwirkenden Erlöschen des Schuldverhältnisses im Ganzen, es verwandelt es lediglich in ein Rückgewährschuldverhältnis.

### Erlöschen nicht erfüllter Leistungspflichten
Leistungspflichten aus dem Schuldverhältnis, die noch nicht erfüllt wurden, müssen nicht mehr erbracht werden. Die Leistungspflicht entfällt.

### Rückgewähr empfangener Leistungen und Herausgabe tatsächlich gezogener Nutzungen
Nach § 346 Abs. 1 BGB müssen bereits empfangene Leistungen zurückgewährt und gezogener Nutzen herausgegeben werden. An den Eigentumsverhältnissen wird durch den Rücktritt nichts verändert, es besteht lediglich die Verpflichtung zur Rückübereignung. So müsste etwa der Verkäufer den Kaufpreis zurückzahlen, der Käufer die Kaufsache zurückübereignen.
Der Rechtsgrund entfällt also nicht, wie etwa nach Anfechtung, sondern existiert „spiegelbildlich“ mit entgegengesetzten Pflichten fort. Folglich kommt es auch – anders als nach Anfechtung (§ 142 BGB) – zu keiner Rückabwicklung nach Bereicherungsrecht.
Ist die Rückgewähr des empfangenen Gegenstandes oder die Herausgabe der gezogenen Nutzungen unmöglich oder untunlich, ist statt der Rückgewähr bzw. der Herausgabe Wertersatz geschuldet. § 346 Abs. 2 Satz 1 BGB zählt diese Fälle der Unmöglichkeit oder Untunlichkeit (nicht abschließend) auf. Die ursprüngliche Beziehung zwischen Leistung und Gegenleistung Synallagma wird dadurch erhalten, dass die sich aus dem Rücktritt ergebenden Verpflichtungen der Parteien nur Zug um Zug zu erfüllen sind (§ 348 BGB). Das Recht, bei einem gegenseitigen Vertrag Schadensersatz zu verlangen, wird durch den Rücktritt nicht ausgeschlossen (§ 325 BGB).
Auch die Minderung im Kauf- und Werkvertragsrecht verweist für den Fall, dass die (dann: zu hohe) Gegenleistung schon erbracht wurde, auf das Rücktrittsrecht (§ 441 Abs. 4, § 638 Abs. 4 BGB).

### Spezielle Formen des Rücktritts
Das Bürgerliche Gesetzbuch spricht auch an anderen Stellen von Rücktritt, meint dabei aber nicht diese allgemeinen Regelungen, sondern führt für bestimmte Gebiete eigene Rücktrittsnormen ein. Gemeinsam ist diesen Fällen, dass es um Loslösung von einem Rechtsgeschäft geht.
So gibt es etwa einen Rücktritt vom Verlöbnis. Da das Verlöbnis kein Austauschvertrag ist, stellt sich weniger die Frage nach der Rückabwicklung im eigentlichen Sinne als nach dem Schutz des Vertrauens derjenigen, die mit einer Eheschließung gerechnet haben. Auch für die Rückgabe der Geschenke entsteht kein Rückabwicklungsschuldverhältnis: § 1301 BGB verweist stattdessen ins Bereicherungsrecht.
Beim Testament stellt sich das Rücktrittsproblem nicht: der Erblasser kann es jederzeit ändern oder aufheben, eine Gegenleistung gibt es nicht. Für den Erbvertrag dagegen enthalten die §§ 2293 ff. BGB eigene Rücktrittsregelungen. Der Rücktritt ist möglich, wenn er im Erbvertrag vorbehalten war, bei Verfehlungen des Bedachten und ähnlichen Fällen. Auch hier entsteht kein Rückabwicklungsschuldverhältnis: eine Leistung des Erblassers ist, solange dieser lebt, nicht erbracht; eine etwa erbrachte Gegenleistung ist nach Bereicherungsrecht zurückzugewähren (condictio ob rem).

## International

### Österreich
Wird in Österreich ein entgeltlicher Vertrag von einem Teil entweder nicht zur gehörigen Zeit, am gehörigen Ort oder auf die bedungene Weise erfüllt, kann der andere entweder Erfüllung und Schadenersatz wegen der Verspätung begehren oder unter Festsetzung einer angemessenen Frist zur Nachholung den Rücktritt vom Vertrag erklären (§ 918 Abs. 1 ABGB). Das Gesetz sieht Rücktrittsmöglichkeiten vom Vertrag insbesondere vor bei:
- Lieferverzug bei Termingeschäften – der Gläubiger hat ein Wahlrecht: entweder bestehen auf Einhaltung des Vertrages, oder – unter Setzung einer angemessenen Nachfrist – den Rücktritt vom Vertrag[5]
  - Ausnahme für Fixtermingeschäfte (Lieferungen, die zu einem Zeitpunkt stattfinden müssen, etwa ein Silvesterfeuerwerk): unmittelbare Schadenersatzpflicht des säumigen Lieferers[5]
- Zahlungsverzug (Verträge ab 1. Jänner 2007 grundsätzlich)[5]
- Verträgen mit Verbrauchern bei Haustür-, Fernabsatz- und Außergeschäftsraumverträgen prinzipiell innerhalb von 14 Tagen ab Vertragsabschluss beziehungsweise Übergabe der Ware, auch ohne Angabe von Gründen (3. Abschnitt § 11 ff. FAGG)
  - speziell bei Online-Bestellungen: der Verkäufer hat alle geleisteten Zahlungen (einschließlich der Lieferkosten) unverzüglich (spätestens binnen 14 Tagen ab Zugang der Rücktrittserklärung) zurückerstatten; hat der Unternehmer Informationspflichten verletzt (etwa auf das prinzipielle 14-tägige Rücktrittsrecht hinzuweisen), endet die Frist erst 12 Monat nach vollständiger beiderseitiger Vertragserfüllung; ebenso hat der Käufer die Ware unverzüglich (spätestens binnen 14 Tagen ab Abgabe der Rücktrittserklärung) und auf eigene Kosten zurückzusenden; an Gebrauch der Ware ist nur Ausprobieren zulässig (wie einmaliges Anprobieren von Kleidung, Funktionstauglichkeitstest von Elektrogeräten); kein Rücktrittsrecht besteht beispielsweise bei Waren, deren Preis von Finanzmarktschwankungen innerhalb der Rücktrittsfrist abhängt; Wunschangefertigen, schnell verderblichen Waren; Zeitschriften, Zeitungen oder Illustrierten, ausgenommen Abonnements (vgl. E-Commerce-GEsetz, ECG)[6]
- Immobiliengeschäften
- sowie Nichteintritt „maßgeblicher Umstände“, das umfasst Nebenbedingungen, die für die Einwilligung maßgeblich waren (etwa zusätzliche Förderung oder Steuervergünstigungen)[5]

In der Gewährleistung hat der Leistungsbezieher Anspruch auf Verbesserung (Reparatur) bzw. Austausch (in eine gleichartige mangelfreie Sache); ist das nicht zielführend oder dem Leistungsbezieher unzumutbar, besteht Anspruch auf Wandlung (Rückerstattung des Kaufpreises), bei geringfügigen unbehebbaren Mängeln nur auf Preisminderung. Ein expliziter Rücktritt ist nicht notwendig oder deshalb möglich.

### Schweiz
In der Schweiz sieht Art. 107 Abs. 2 OR vor, dass der Gläubiger nach Ablauf einer von ihm gesetzten Nachfrist immer noch auf Erfüllung nebst Schadenersatz wegen Verspätung klagen kann, stattdessen aber auch, wenn er es unverzüglich erklärt, auf die nachträgliche Leistung verzichten und entweder Ersatz des aus der Nichterfüllung entstandenen Schadens verlangen oder vom Vertrage zurücktreten kann. Wer vom Vertrage zurücktritt, kann gemäß Art. 109 Abs. 1 OR die versprochene Gegenleistung verweigern und das Geleistete zurückfordern.